# GMPPB
GMPPB ist ein Gen, das für die Mannose-1-Phosphat-Guanyltransferase Beta kodiert. Das Enzym katalysiert die Umwandlung von Mannose-1-Phosphat und GTP zu GDP-Mannose und anorganischem Diphosphat – eine Reaktion, die bei der Erzeugung N-verbundener Oligosaccharide eine Rolle spielt. Die GDP-Mannose wird bei 4 Glykosylierungs-Reaktionen benötigt, unter anderem die O-Mannosylierung von Membran- und sekretatorischen Glykoproteinen, wie Alpha-Dystroglycan.
Mutationen am GMPPB-Gen können zu verschiedenen Formen von kongenitaler Muskeldystrophie führen, darunter das Walker-Warburg-Syndrom, oder die Muskel-Auge-Gehirn-Krankheit.